# Panotla
Panotla  est l'une des 60 municipalités qui composent l'état mexicain de Tlaxcala. Son nom vient du Nahuatl et signifie « lieu de passage dans le fleuve ». Dans le célèbre Codex Mendocino, le signe de Panotla correspond au symbole de l'eau avec une empreinte humaine au centre.